# Международная группа по правам меньшинств
Международная группа по правам меньшинств (англ. Minority Rights Group International, MRG) — международная правозащитная организация со штаб-квартирой в Лондоне и офисами в Будапеште и Кампале.

## Миссия
Миссия организации заключается в обеспечении прав этнических, национальных, религиозных, языковых меньшинств и коренных народов во всем мире. Группой руководит международный управляющий совет (Council), который собирается два раза в год. Группа имеет консультативный статус при Экономическом и Социальном Совете ООН и статус наблюдателя при Африканской комиссии по правам человека и народов (African Commission on Human and Peoples' Rights).

## История
Организация была создана в 1969 году. Создателями были группа активистов и ученых под руководством первого директора Группы редактор и владелец газеты The Observer Дэвида Астора (David Astor).
Целью создания являлась защита прав меньшинств на сосуществование с большинством путем объективного изучения и последовательного международного публичного разоблачения нарушений основных прав, определенных Уставом ООН». Среди форм работы — привлечение религиозных лидеров к правозащитной деятельности, помощь предпринимателям из этнических меньшинств в создании бизнеса, лоббирование создания экспертных советов по правам меньшинств. Группа специализируется в помощи религиозным и этническим меньшинствам.